# Prètides
Les Prètides (en grec antic: Προιτίδες), segons la mitologia grega, van ser les filles de Pretos, rei d'Argos (o de Tirint), i d'Estenebea.
Segons una tradició són dues, Lisipe i Ifianassa, però la tradició més acceptada parla de tres: Lisipe, Ifianassa, i Ifínoe.
Quan van tenir l'edat de casar-se, Hera les va fer embogir. Hi ha diverses explicacions per a aquesta maledicció: de vegades es diu que van dir que eren més belles que la deessa, i van provocar la seva gelosia. D'altres vegades es van burlar del temple que hi havia vora de casa seva, perquè deien que el palau del seu pare tenia més tresors. També es deia que van robar l'or del vestit de la deessa per fer-se'n un per elles. El resultat va ser que es van creure que eren vedelles, i anaven pels camps mugint i menjant herba, i refusaven tornar al palau.
L'endeví Melamp es va comprometre a guarir-les a canvi d'un terç del regne de Pretos. El rei s'hi va negar, considerant que el preu era massa alt. Llavors la bogeria de les germanes va augmentar, i recorrien l'Argòlida i el Peloponès en totes direccions. El rei va cridar Melamp i l'endeví li va exigir, a més de la tercera part del regne per a ell, una altra tercera part pel seu germà Biant. Pretos, pensant que si no ho acceptava, les condicions següents podrien ser pitjors, va acordar el pacte. Melamp, amb l'ajuda dels joves més forts d'Argos, va perseguir les noies per les muntanyes donant grans crits acompanyats de danses violentes. Durant la persecució, la germana gran, Ifínoe, va morir esgotada, però les altres dues van ser purificades amb unes herbes d'el·lèbor que Melamp va barrejar a l'aigua d'una font on van anar a beure. Melamp es va casar amb Ifianassa i el seu germà amb Lisipe, i van governar Argos a la mort del rei Pretos.
Heròdot explica una variant, contaminada segurament per la història del rei Anaxàgores, on les dones d'Argos, el seu país, van embogir quan es van negar a seguir els ritus de Dionís. Melamp les va curar a canvi de dos terços del regne, un per ell i l'altre pel seu germà.